# Huciańskie Banie

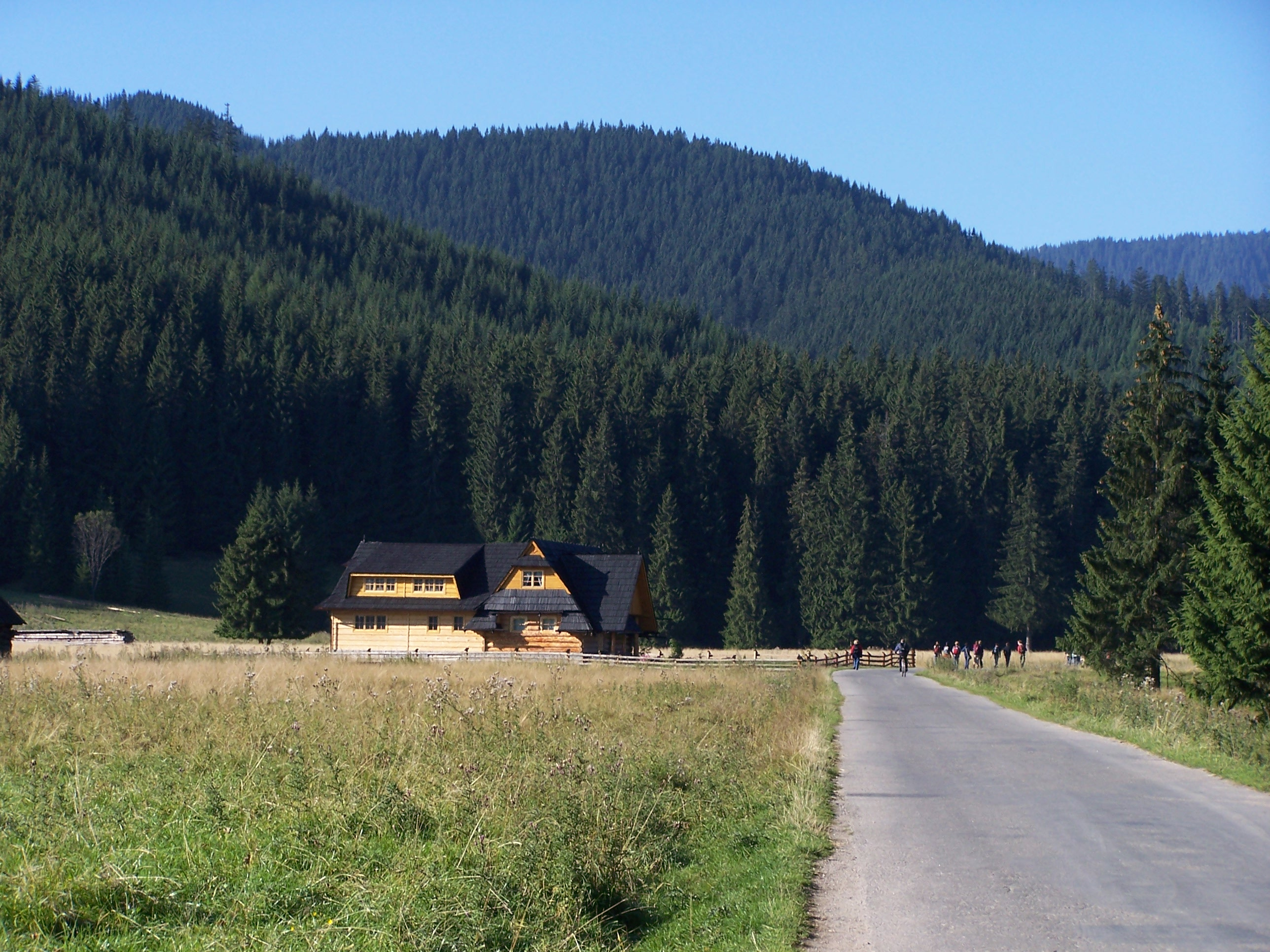
Klinowa Czuba, widok z Siwej Polany

Huciańskie Banie – dawne kopalnie rud metali w Dolinie Chochołowskiej w Tatrach Zachodnich. Było to kilka sztolni na Huciańskim Klinie, czyli południowo-zachodnim grzbiecie Klinowej Czuby (1276 m) nad polaną Huciska, na wysokości 1170–1230 m n.p.m. W XIX w. eksploatowano w nich bardzo ubogie w minerały osadowe skały manganowe. Porzucono wydobycie z powodu nieopłacalności ekonomicznej. Sztolnie z czasem uległy zasypaniu. W 1975 r. były jeszcze 4 sztolnie, a najdłuższa z nich miała długość 19 m. W jednej z nich znajduje się jaskinia Wojtkowa Szpara.
Baniami nazywano dawniej kopalnie rudy lub skał. Nazwa tej kopalni pochodzi od pobliskiej polany Huciska. Dawniej nazywano ją też po prostu baniami.